# Paul Vincent Davis
Paul Davis (Londra, 9 dicembre 1961) è un ex calciatore inglese.

## Carriera
È stato un famoso calciatore dell'Arsenal, con cui in diciassette stagioni ha vinto complessivamente otto trofei.

## Palmarès

### Club

#### Competizioni nazionali
- Campionato inglese: 2

Arsenal: 1988-1989, 1990-1991
- Coppa d'Inghilterra: 2

Arsenal: 1978-1979, 1992-1993
- Coppa di Lega inglese: 2

Arsenal: 1986-1987, 1992-1993
- Community Shield: 1

Arsenal: 1991

#### Competizioni internazionali
- Coppa delle Coppe: 1

Arsenal: 1993-1994